# Becket (film)
Becket är en brittisk-amerikansk dramafilm från 1964 i regi av Peter Glenville. I huvudrollerna ses Richard Burton och Peter O'Toole. Filmen är baserad på pjäsen Becket, or the Honour of God av Jean Anouilh från 1959, som skildrar konflikten mellan Thomas Becket och kung Henrik II av England. De flesta av de historiska felaktigheterna i filmen är överförda från pjäsen, vilken Anouilh skrev som ett drama snarare än en historisk redogörelse. 

## Handling
Filmen handlar om Thomas Becket (också känd som Thomas av Canterbury) och dennes förhållande till kung Henrik II. Efter att Becket utsågs till ärkebiskop av Canterbury 1162 försämras hans tidigare goda förhållande till kungen och det slutar med att kungens män mördar honom i Canterburys katedral 1170. Efter mordet låter kungen sig piskas som bot för sitt brott.
Filmen tar dock inte upp påven Alexander III:s kanonisering av Becket.

## Rollista
- Richard Burton – Thomas Becket, ärkebiskop av Canterbury
- Peter O'Toole – Kung Henrik II av England
- John Gielgud – Kung Ludvig VII av Frankrike
- Paolo Stoppa – Alexander III
- Donald Wolfit – Gilbert Foliot, biskop av London
- David Weston – Broder John
- Martita Hunt – Kejsarinnan Matilda, Henrik II:s mor
- Pamela Brown – Eleonora av Akvitanien, maka till Henrik II
- Siân Phillips – Gwendolen
- Felix Aylmer – Theobald of Bec, ärkebiskop av Canterbury
- Gino Cervi – kardinal Zambelli
- Percy Herbert – baron
- Inigo Jackson – Robert de Beaumont
- Niall MacGinnis – baron
- Christopher Rhodes – baron
- John Phillips – biskop av Winchester
- Frank Pettingell – biskop av York
- Véronique Vendell – fransk prostituerad
- Jennifer Hilary – bonddotter
- Hamilton Dyce – biskop av Chichester
- Peter Jeffrey – baron